# Дієґо Іппердінгер
Дієґо Іппердінгер (ісп. Diego Hipperdinger; нар. 17 січня 1977) — колишній аргентинський тенісист.
Найвищу одиночну позицію світового рейтингу — 177 місце досяг 20 серпня 2001, парну — 313 місце — 15 вересня 2003 року.

## Титули на челленджерах

### Одиночний розряд: (1)
| Рік  | Турнір         | Покриття | Суперник          | Рахунок       |
| ---- | -------------- | -------- | ----------------- | ------------- |
| 2001 | Мантуя, Італія | Ґрунт    | Жан-Батіст Перлан | 4–6, 6–4, 6–3 |